# Wu-Tang Clan
Wu-Tang Clan je ameriška hip hop skupina iz New Yorka, katere začetki delovanja segajo v leto 1992. Njeni člani so RZA, GZA, Method Man, Raekwon, Ghostface Killah, Inspectah Deck, U-God, Masta Killa, in leta 2004 preminuli Ol' Dirty Bastard. 
Njihov najbolj odmeven album Enter the Wu-Tang (36 Chambers) je bil izdan leta 1993. Skupni albumi skupine so še Wu-Tang Forever (1997), The W (2000), Iron Flag (2001), 8 Diagrams (2007), poleg tega pa so člani izdali mnogo solo albumov. 

## Člani
- RZA
- GZA
- Ol' Dirty Bastard
- Method Man
- Raekwon
- Ghostface Killah
- Inspectah Deck
- U-God
- Masta Killa
- Cappadonna

## Wu-Tang Clan affiliates
- 2 On Da Road
- 4th Disciple
- 60 Second Assassin
- 9th Prince
- B-Nasty
- Beretta 9
- Black Knights
- Blue Raspberry
- Bronze Nazareth
- Brooklyn Zu
- Cappadonna
- Cilvaringz
- Division
- Dreddy Krueger
- DJ Symphony
- Gravediggaz
- Hell Razah
- Islord
- Jamie Sommers
- Killarmy
- Killa Sin
- Killah Priest
- La The Darkman
- Lord Superb
- Mathematics
- Northstar
- P.R. Terrorist
- Popa Wu
- Royal Fam
- Streetlife
- Suga Bang Bang
- Solomon Childs
- Sunz Of Man
- Prodigal Sunn
- ShoGun Assassin
- Shyheim
- Tekitha
- Timbo King
- Trife
- True Master
- Wu-Syndicate
- Wu-Tang Killa Beez